# Cầu Hữu nghị Thái-Lào III
Cầu Hữu nghị Thái-Lào III là cây cầu bắc qua sông Mê Kông, trên biên giới Thái Lan-Lào, nối tỉnh Nakhon Phanom của Thái Lan với thị xã Thakhek, tỉnh Khammuane của Lào .
Cầu được khởi công xây dựng tháng 3 năm 2009, dự kiến hoàn thành sau 30 tháng thi công, và đã khánh thành ngày 11/11/2011.
Cầu này dài 1423 mét và rộng 13 mét .

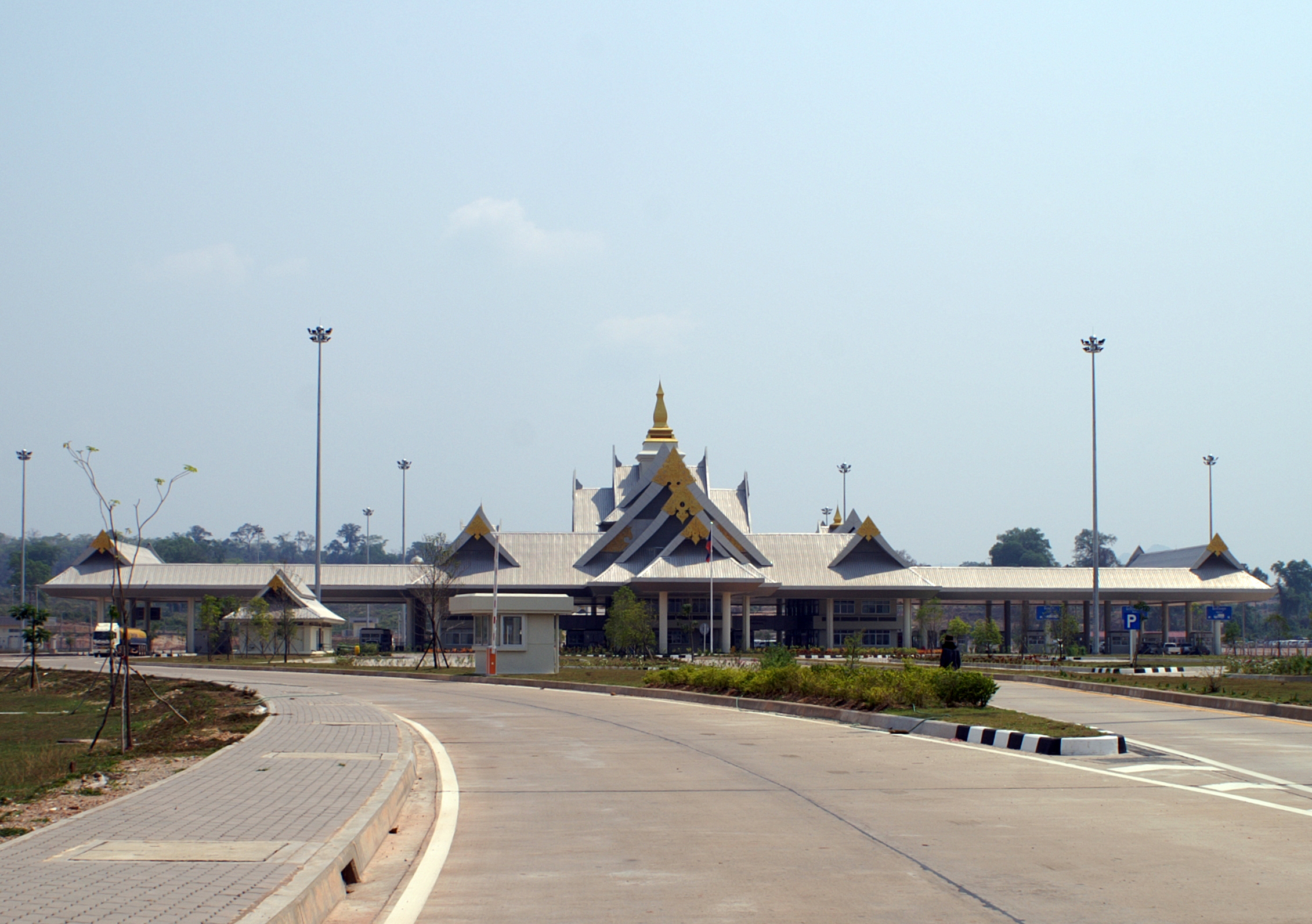
Cửa khẩu phía Lào
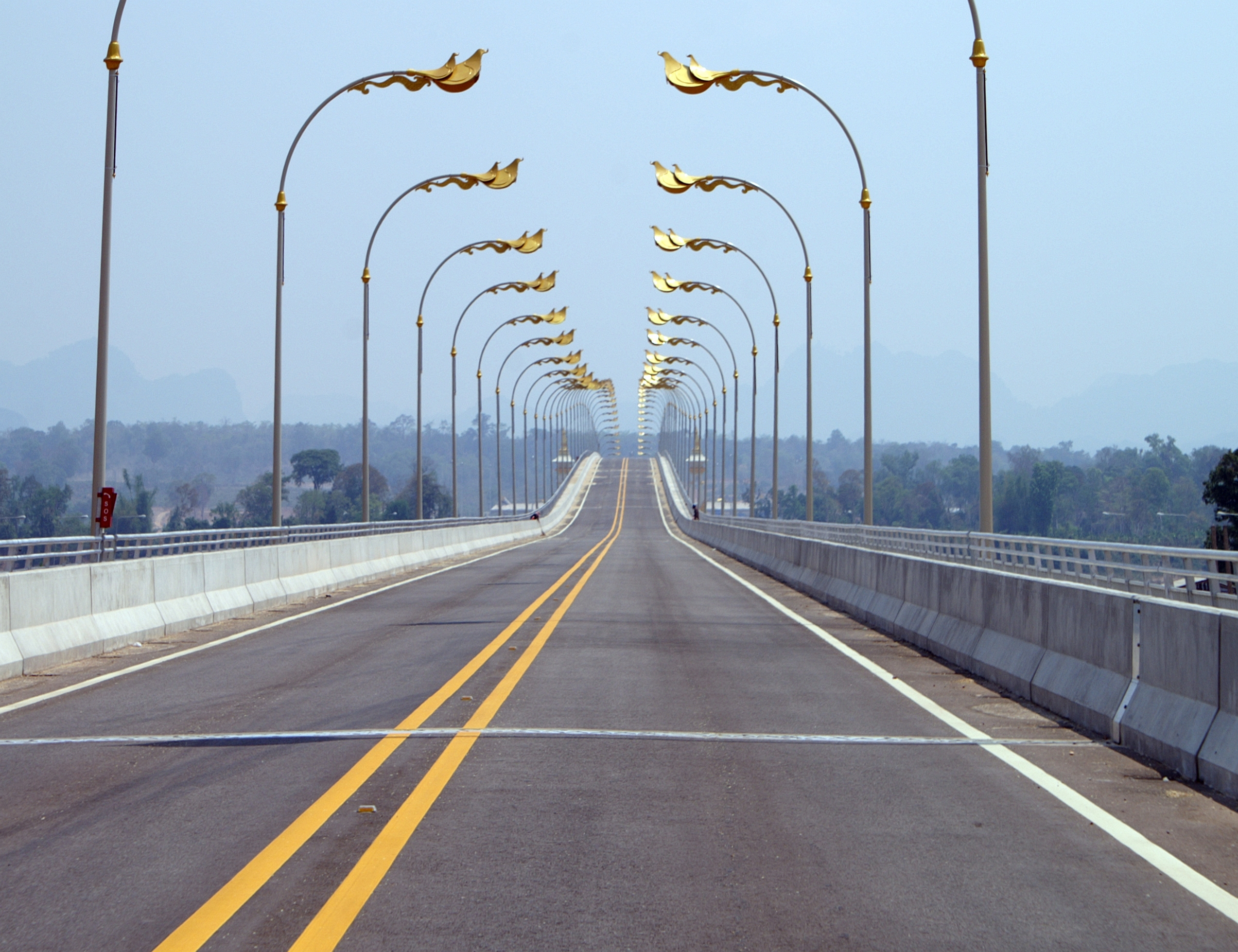
Làn cầu